# Natatolana carlenae
Natatolana carlenae är en kräftdjursart som beskrevs av Brusca, Wetzer och France 1995. Natatolana carlenae ingår i släktet Natatolana och familjen Cirolanidae. Inga underarter finns listade i Catalogue of Life.